# Alveol (luftrörsförgrening)
Alveol, lungblåsa, är den struktur i lungorna där gasutbytet med kapillärerna sker. Från luftstrupen och inåt förgrenar sig luftvägarna mer och mer i allt finare rör i en trädformad struktur. Alveolerna är små blåsor längst ut i denna struktur. I en människas lungor finns ungefär 300 miljoner alveoler.
Blodet som går genom kapillären avger genom diffusion sitt innehåll av koldioxid, medan syrgas passivt diffunderar över från alveolen till blodet. Alveolen är omgiven av alveolär vätska innehållande bland annat vatten.
Alveolen är uppbyggd av två olika celltyper:
- Typ I-pneumocyter: en typ av skivepitel och utgör 95 procent av ytan i alveolen. Den har ingen förmåga till celldelning. Dessa består av ett mycket tunt membran som möjliggör gasutbytet vid respiration.
- Typ II-pneumocyter: klassificeras som kubiskt epitel. Den har två funktioner: dels har den förmåga till celldelning varigenom nya typ I-pneumocyter kan bildas vid behov, dels producerar typ II-pneumocyter surfaktanter som minskar vattnets ytspänning så att alveolen inte kollapsar. Utan surfaktant skulle det behövas ett oerhört mycket högre tryck för att kunna vidga lungan.[1]

Små alveoler där ytspänningen är stor och samtidig frånvaro av surfaktant är vanligt hos prematura barn och kan leda till en komplikation, på engelska kallad infant respiratory distress syndrome. Sjukdomar, exempelvis KOL, orsakar en nedbrytning av alveolväggar vilket leder till förstorade lungblåsor, lungemfysem.
Alveolen innehåller också en tredje celltyp, makrofager, som ingår i immunsystemet och håller alveoler rena från partiklar och mikrober.